# Morinda scabrida
Morinda scabrida är en måreväxtart som beskrevs av William Grant Craib. Morinda scabrida ingår i släktet Morinda och familjen måreväxter. Inga underarter finns listade i Catalogue of Life.